# 刺客教條IV：黑旗
《刺客教條IV：黑旗》是育碧公司蒙特利爾工作室開發的一款動作冒險歷史奇幻類遊戲。本作是《刺客信条》主系列的第六部作品兼第四款正统續作，亦是《刺客教條III》的前傳。2018年3月8日提供简体中文支持。

## 遊戲系統
界面與操作大致承繼自《刺客教條III》。本作強化海戰與動態天氣系統，首次引進以加勒比海為版圖的開放式海上世界。主角可在海底及海島間尋找寶物、掠奪船隻，進行海上狩獵以及攻佔沿海碉堡。見習刺客招攬與管理系統被刪除，改為招募各處被英軍攻擊的海盜至旗艦「寒鴉」（The Jackdaw）以壯大船員隊伍。
本作繼續保留連殺、100%記憶同步要求和網上多人模式。

## 背景设定
《刺客信條4：黑旗》時空背景將回到1715年的加勒比海，海盜在此建立起無法無天的國度，腐敗、貪婪以及兇殘手段早已司空見慣。玩家將扮演年少輕狂的叛逆刺客“愛德華·肯威”，他是海爾森的父親、也就是前作主角“康納”的祖父。這位海盜船長能開船，駕輕就熟地使用刺客組織的袖劍以及全新的武器，包括全身上下四把燧發槍以及雙手各持西洋彎刀等戰鬥姿態。

### 登場人物
主條目：刺客教條系列角色列表
遊戲主角是愛德華·肯威（Edward Kenway，由麥特·萊恩聲演和捕捉動作），在成為刺客前乃一名威爾斯海盜。愛德華也是《刺客教條III》兩名主角海爾森·肯威（Haytham Kenway）的父親以及拉頓哈给顿（Ratonhnhaké:ton）的祖父。

## 劇情
承接前作《刺客教條III》，現代刺客戴斯蒙·邁爾斯（Desmond Miles）為保護地球免受閃焰摧毀而犧牲，其屍體被跨國製藥公局Abstergo（現代聖殿騎士團）抽取基因樣本上載至雲端，使與之沒有血緣關係的人也能透過基因記憶追溯機器「Animus」追溯其祖先之記憶。作為一名Abstergo 旗下部門Abstergo Entertainment 之新進員工，部門主管希望玩家能進入活躍於海盜黃金時代之刺客愛德華·肯威（Edward Kenway）的記憶，為新互動電影作資料搜集（真正目的是尋找人類以前「第一文明」（First Civilization）之機器「觀測台」（The Observatory）的所在地）。
1715年，愛德華殺死了一名準備投誠聖殿騎士團之刺客，其身上信件指示前往哈瓦那與總督勞雷亞諾·托勒斯（Laureano de Torres）及其秘密組織（聖殿騎士團）會面，愛德華為信上所言的報酬心動而冒充該刺客前往與眾人會面，得悉聖殿騎士欲聯同英國、西班牙和法國以打擊加勒比海海盜之名尋找一名能協助它們掌握「觀測台」位置之聖人巴沙洛繆·羅伯茨（Bartholomew Roberts）。愛德華不但使當地刺客組織陷入劣勢，其後亦因身分敗露而被帶走囚於船上。愛德華逃離監禁後釋放多名海盜及奪得一艘西班牙雙桅橫帆船，隨後將之命名為「寒鴉號」（Jackdaw）。
1718年愛德華與一群海盜同伴（包括「黑鬍子」愛德華·蒂奇（Edward Thatch）、瑪莉·瑞德（Mary Read）等人）為了能活在一個不受英國控制的自由地區而聚集於拿骚，但缺乏管理和經濟活動、疫病出現再加上其後英軍進駐拿騷向海盜進行勸降使各人之間出現分歧，愛德華雖然成功偷取疫苗但未能阻止英軍於通牒限期前發動圍剿，黑鬍子在與愛德華搶奪一艘海軍主力艦時被殺，愛德華乘亂返回寒鴉號逃離拿索水域並以大伊納瓜島作為基地。
由於認為奪得「觀測台」可以獲得數之不盡的財富，愛德華致力追查羅伯茨的下落，期間發現瑪莉乃一名刺客並被邀前往圖盧姆與刺客組織會面。由於愛德華以往對聖殿騎士的協助，組織不久受英軍（聖殿騎士）襲擊，愛德華受瑪莉所託為組織完成刺殺合約以換取報酬，其後也逐一刺殺叛變至聖殿騎士的海盜和曾會面的騎士成員。愛德華其後終在非洲普林西比島尋獲羅伯茨，並經由羅伯茨的帶領下，在之後於長灣找到進入封存「觀測台」之第一文明密室「觀測所」的入口 －「觀測台」之第一文明密室：只要有監視目標的血液樣本，「觀測台」就能把其目視之一切以立體影像呈現。羅伯茨此時背叛愛德華並乘他傷重時把他交予英軍以獲取懸賞。
1720年4月，愛德華與各海盜（包括瑪莉、安妮）被審判下獄等待處決，眾人在刺客組織協助下逃獄但瑪莉因病重而在途中不支去世。其死亡使愛德華決心加入刺客組織，隨後擊殺羅伯茨並在「觀測台」密室內刺殺托勒斯。為免聖殿騎士獲悉「觀測所」位置，刺客組織表示密室將在下任聖人出現前被封印，同時愛德華接獲來自英國的信件：其分居妻子已去世，其女兒珍妮佛·史考特（Jennifer Scott）被安排前往與他會面。
在玩家錄取記憶資料時，Abstergo Entertainment 資訊科技經理約翰（John）暗中表示Abstergo 對自己有所隱瞞，三度給予玩家保安許可以入侵公司電腦和監視系統（所得資料被安排交予現代刺客肖恩‧海斯汀（Shuan Hastings）和麗貝卡‧克琳（Rebecca Crane）），最後指示玩家入侵Animus核心部分，完成後第一文明成員朱諾（Juno）以立體影像現身表示由於中央密室被提早解封以拯救地球，她不能影響世界亦未能佔據玩家身心：約翰乃羅伯茨之轉世並欲使朱諾復活，計劃失敗後打算殺死玩家但及時被保安兵阻止和槍殺。
在把大伊納瓜島基地交予刺客組織後，愛德華與女兒乘坐寒鴉號返回倫敦定居並脫離海盜生涯。多年後，愛德華已再婚並育有一子海爾森·肯威（Haytham Kenway）。

### 《自由呐喊》
《自由呐喊》（Freedom Cry）背景設定在主線劇情十五年後，主角為「寒鴉號」第一任大副阿德瓦勒（Adéwalé）。
1735年，已自海盗成為刺客之阿德瓦勒於西印度群島海域攔截聖殿騎士艦艇，為擺脫追擊而駛進暴風圈，被強風吹離旗艦墜海失去意識，醒來後發現自己漂流至海地太子港。當地一所知名妓院的老闆巴斯蒂娜‧約瑟夫（Bastienne Jospeh）乃當地逃亡黑奴種族馬龍人（Maroon）的接頭人，為換取奴隸自由及從當地有權勢的人獲取政治協助而為聖殿騎士團效力。阿德瓦勒與巴斯蒂娜會面後為她效力，於當地解救了一眾馬龍人後漸漸被後者信念吸引，繼以加入馬龍人反抗法國殖民政府暴政的行動，干擾持續不斷的奴隸貿易並解放了大量黑奴。   
1737年，阿德瓦勒和馬龍人因反對奴隸貿易而進一步襲擊殖民者，使殖民政府和奴隸間關係愈趨緊張。巴斯蒂娜指出殖民政府之首德法葉只會進一步使被困在奴隸制的人受到進一步的處罰但不獲阿德瓦勒理會，其後一首護衛艦向奴隸船開火，導致大量黑奴被淹死。儘管巴斯蒂娜認為德法葉死後仍會有人繼續欺壓黑奴，阿德瓦勒仍潛進太子港官邸刺殺了德法葉，並在離開太子港前向巴斯蒂娜他表示他將使用自己的新的信念以幫助被壓迫的人。
《自由呐喊》在作为《刺客信条IV：黑旗》的追加下載內容销售的同时，亦有作为一款独立资料片销售。

現代刺客及現代聖殿騎士團事跡分别會在後繼作品《刺客信条：叛变》和《刺客教條：大革命》中續有敍述。

## 開發
育碧軟件行政總裁依域斯·桂里莫特（Yves Guillemot）在2013年2月的季度財政報告中確認下一部刺客教條系列遊戲將於2014年4月前推出，遊戲將有新的主角和歷史時期，以及由新的團隊進行開發。2013年2月28日，育碧軟件公開遊戲首張宣傳圖片和封面設計，顯示遊戲名稱為《刺客教條IV：黑旗》，封面上角色名手持燧發槍與劍，背景則有一面帶有刺客組織徽號的黑色骷髏海盜旗幟。遊戲官方網頁上的錯誤顯示遊戲將在10月29日於次世代主機平台發行，消息由2013年4月正式公開的首段遊戲宣傳片段證實。遊戲開發在2011年中於育碧軟件蒙特利爾展開，位於阿訥西、布加勒斯特、基輔、蒙彼利埃, 新加坡和索菲亞的工作室也有參與開發.
由於遊戲與前作《刺客教條III》相近，首席內容推廣經理卡斯頓·邁曉（Carsten Myhill）否認遊戲應像《刺客教條：兄弟會》和《刺客教條：啟示錄》 般作為衍生作品，強調遊戲是完全新穎，感覺上將與《刺客教條III》有很大分別，因此遊戲絕對配得上《刺客教條IV》的稱號，不單是名字和歷史背景，遊戲體驗的態度和情調也不同。
由於AnvilNext引擎在設計時納入了次世代主機性能，開發團隊利用它開發出分別對應遊戲次世代主機和第七世代主機的引擎，各版本有其各自的細節和特徵，也支援各自的控制器，個人電腦版本則支援輝達TXAA 。

## 評價
遊戲評價普遍正面，大多對其開放式世界、支線任務、圖像和海戰予以讚揚。GameRankings和Metacritic對遊戲的PlayStation 3版本分別給予87.62分和88分、Xbox 360版本分別給予85.74分和86分、Wii U版本分別給予87分和86、PlayStation 4版本分別給予85.31分和83分、Xbox One版本各給予81分、個人電腦版本則分別給予82.86分和84。
遊戲普遍被認為比前作《刺客教條III》出色。Game Informer成員喬·朱巴（Joe Juba）表示育碧軟件對前作的批評作出了回應和改善；電腦與電子遊戲成員馬特·基爾曼（Matt Gilman）稱遊戲是刺客教條系列中回復應有模樣的一作；PlayStation官方雜誌 (英國)成員麥可·雷帕拉斯（Mikel Reparaz）表示遊戲正是系列自《刺客教條：啟示錄》和《刺客教條III》後需要的一劑良藥；IGN在遊戲發售兩天後把它列為系列中排行第二的一作，僅次於《刺客教條II》。
部分評論對遊戲的開放式世界予以高度讚揚，Edge認為遊戲為刺客教條系列和開放世界遊戲定下了新的標準；Eurogamer成員汤姆·布拉姆韦尔（Tom Bramwell）稱讚遊戲內的開放式世界為一口新鮮的海洋空氣；基爾曼表示它活化了刺客教條系列；IGN也讚揚遊戲內的大規模開放式世界；The Escapist成員葛里格·替圖（Greg Tito）表示遊戲開放了整個加勒比海。評論員也讚揚遊戲的支線任務和收集品，認為它們鼓勵玩家探索世界；GameSpot成員肖恩·麥伊尼斯（Shaun McInnis）表示遊戲呈現了一個充滿冒險和機遇的世界，絕對有理由前往探索。支線任務被普遍認為比主線任務更優秀，IGN成員馬提·史拉發（Marty Sliva）表示遊戲的最大樂趣是玩家自行尋找其樂趣的時候，此外刺殺任務、流暢的海陸探索也受到讚揚。
遊戲圖像普遍獲得讚揚。Edge表示從圖像角度而言，不論玩家使用哪一個世代的主機進行遊戲，其世界也令人驚嘆，其他評論也認為遊戲世界非常美麗，史拉發稱《黑旗》是2013年內最美觀的其中一款遊戲。遊戲中海洋、雨和水等細節也獲表揚。
海戰系統同獲讚揚。評論表示海戰是《刺客教條III》的最佳元素而《黑旗》對它作出了改善，替圖表示《刺客教條III》的海軍任務限制較大缺乏變化，《黑旗》賦予玩家極大的自由，可進行探索、戰鬥或航行至任何想前往的地方；麥伊尼斯表示遊戲非常強調海戰，基於《刺客教條III》的支線海軍任務並創造了一個與在陸地上來往同樣重要的體驗。評論也對新增的海上掠奪元素和碉堡攻佔任務表示歡迎
遊戲的潛行系統被指比前作更自由，賦予玩家更多選擇以完成目標。Edge表示潛行遊戲的成敗取決於面對敵人時可作出的選擇數量，《黑旗》在這方面是刺客教條系列中最慷慨的一作，但有評論批評遊戲的潛行因操作問題而令人沮喪。評論也指出主角的戰鬥與前作相近、過於單調和容易而且缺乏差別，但也是一次有效和暴力的旅程而且流暢生動。敵人工智能被批評過分愚蠢，此外自《刺客教條III》引進的物品打造系統因作出了簡化而獲讚揚。
遊戲劇情的評論褒貶不一。拉柏拉斯讚揚故事引人入勝，是刺客教條系列中最好的一作，他與麥伊尼斯也讚揚了一眾遊戲角色和劇情探討了海盜的人性一面；布拉姆韦尔認為劇情發展成功並對配角和主角的魅力予以讚揚；PlayStation官方雜誌成員祖兒·葛里高利（Joel Gregory）認為劇情沒有獨特之處，但讚揚角色比前作更有趣、更討人喜愛和更多變；基爾曼讚揚前半部分劇情但對後半部分加以批評，認為其節奏和結構使玩家對角色失去興趣；史拉發和朱巴也批評劇情，其中朱巴認為劇情缺乏目的和一個令人信服的敵人，因此大部分配角沒有發展空間。
由於遊戲各部分以海盜為中心，部分評論認為《黑旗》相對刺客教條系列以往作品更像一款海盜遊戲，調子較輕鬆也明智地把以往曲折的劇情變得較簡單直接。基爾曼表示《黑旗》身為一款海盜遊戲比其本身作為刺客教條遊戲更出色；PC Gamer成員湯姆·先尼亞（Tom Senior）表示《黑旗》不大希望成為一款刺客教條遊戲，而這是明智之舉；拉柏拉斯稱遊戲是他所玩過的海盜遊戲中最出色的一款；Electronic Gaming Monthly成員雷·卡斯盧（Ray Carsillo）稱《黑旗》可能是史上最出色的海盜模擬遊戲；替圖表示《黑旗》的遊玩方式使他憶起3D版本的海盜遊戲Sid Meier's Pirates!多於任何一款刺客教條系列作品。評論對主角作為一個自我中心的海盜而非刺客也表示讚揚。史拉發相信主角的個性是一種清新的改變，他與基爾曼也認為主角比《刺客教條III》主角康納（Connor）更生動、更合乎玩家口味和更討人喜愛。

## 軼事
同樣由育碧軟件公司開發之2014電子遊戲《看門狗》曾在本遊戲中提及：玩家駭入之其中一台Abstergo電腦中，其中一封電郵之寄件者乃布盧姆（Blume）——《看門狗》中發明超級電腦「中央操作系統」（CtOS，Central Operating System）並控制了美國芝加哥市內每一件電子儀器之企業。電郵內寫道「布盧姆引導未來」（The Future Is In Blume）及「我們期待與你共事」（We look Forward To Working With You）。

## 其他数据
2013年11月，育碧资助了西班牙海盜阿马罗·帕戈遗体的挖掘，以重建他的脸，因为他可能出现在这遊戲中。

## 相关作品
在2017年E3游戏展上，育碧公布了一款由育碧新加坡为主力工作室开发的海战游戏《碧海黑帆》，游戏继承了《黑旗》的海战系统并以此为基础构建游戏的内容和玩法。